# Idea samara
Idea samara är en fjärilsart som beskrevs av Hans Fruhstorfer 1910. Idea samara ingår i släktet Idea och familjen praktfjärilar. Inga underarter finns listade i Catalogue of Life.